# Грінсборо (Флорида)
Грінсборо (англ. Greensboro) — місто (англ. town) в США, в окрузі Гедсден штату Флорида. Населення — 461 особа (2020).

## Географія
Грінсборо розташоване за координатами 30°34′12″ пн. ш. 84°44′41″ зх. д. / 30.57000° пн. ш. 84.74472° зх. д. (30.570093, -84.744790). За даними Бюро перепису населення США в 2010 році місто мало площу 2,61 км², уся площа — суходіл. В 2017 році площа становила 5,97 км², з яких 5,95 км² — суходіл та 0,02 км² — водойми.

## Демографія
Згідно з переписом 2010 року, у місті мешкали 602 особи в 203 домогосподарствах у складі 145 родин. Густота населення становила 230 осіб/км². Було 229 помешкань (88/км²).
Расовий склад населення:
| - 39,2 % — білих - 27,6 % — чорних або афроамериканців - 29,6 % — осіб інших рас |

До двох чи більше рас належало 3,7 %. Частка іспаномовних становила 49,3 % від усіх жителів.
За віковим діапазоном населення розподілялося таким чином: 31,2 % — особи молодші 18 років, 57,7 % — особи у віці 18—64 років, 11,1 % — особи у віці 65 років та старші. Медіана віку мешканця становила 33,0 року. На 100 осіб жіночої статі у місті припадало 86,4 чоловіків; на 100 жінок у віці від 18 років та старших — 94,4 чоловіків також старших 18 років.
Середній дохід на одне домашнє господарство становив 48 050 доларів США (медіана — 46 641), а середній дохід на одну сім'ю — 45 874 долари (медіана — 44 861). За межею бідності перебувало 24,1 % осіб, у тому числі 44,0 % дітей у віці до 18 років та 18,1 % осіб у віці 65 років та старших.
Цивільне працевлаштоване населення становило 254 особи. Основні галузі зайнятості: освіта, охорона здоров'я та соціальна допомога — 33,9 %, сільське господарство, лісництво, риболовля — 15,7 %, будівництво — 14,6 %.